# Чистое небо (фильм)
«Чистое небо» — советский художественный фильм, снятый в 1961 году известным режиссёром Григорием Чухраем. Главные роли в фильме исполнили Евгений Урбанский и Нина Дробышева.

## Сценарий
Во время работы над «Балладой о солдате» Григорий Чухрай узнал о сценарии, написанном Даниилом Храбровицким . Сценарий «Чистого неба» так понравился режиссёру, что он захотел сразу приступить к съемкам фильма. Однако руководство не одобрило бы приостановку работы над «Балладой о солдате». Ситуация осложнялась ещё и тем, что права на сценарий (точнее, на его приблизительный набросок) принадлежали Свердловской киностудии. Только в результате продолжительного конфликта эти права перешли к «Мосфильму». Хотя изначально Григорий Чухрай был согласен снимать фильм в Свердловске, но режиссёрская разработка сценария уже была доверена местному студийному постановщику. Однако Даниил Храбровицкий не одобрил образное решение, придуманное свердловским режиссёром. В 1959 году сценарий был доработан.
Мотивами первой части сценария стали тема верности, нравственной чистоты и тема превращения нескладного подростка в женщину. Последняя треть текста сценария переписывалась уже в процессе работы над фильмом. Изначально Храбровицкий и Чухрай не затрагивали проблему осуждения и недоверия, с которыми столкнулись на родине бывшие военнопленные. В итоге эта тема становится ключевой.

## Подготовка к съемкам
Руководство киностудии, одобрив запуск фильма, потребовало от режиссёра завершить работу над картиной до конца текущего года.  Выполнить это требование оказалось трудно. Действие нескольких ключевых сцен фильма происходило зимой, а к началу съемок в столице уже начал таять снег. Режиссёр решил сократить время, отведенное на подготовку к съемкам. Григорий Чухрай планировал уехать из Москвы и отснять зимние эпизоды, а после возвращения доработать сценарий и доснять оставшиеся сцены. План не был рискованным, так поступали многие съемочные группы. Однако и в Ярославле , где планировал снимать Чухрай , вскоре начал таять снег. Режиссёр нашёл выход из сложившейся ситуации: снег привозили на грузовиках с Волги, а крыши домов выкрасили белым мелом.
В процессе подготовки к воздушным съемкам режиссёр посетил Академию им. Жуковского. В качестве технического консультанта помощь Чухраю оказал профессор Китайгородский. Консультант осудил техническую и историческую сторону сценария. Ключевое место в тексте отводилось преодолению скорости звука в авиации.

## Сюжет
Действие происходит в СССР в 1940-е—1950-е годы.
Лётчик Алексей Астахов воевал и попал в плен, потом бежал. 
В мирное время Алексей столкнулся с недоверием и подозрительностью — как военнослужащий, побывавший в плену и тем самым «запятнавший моральный облик советского лётчика». Алексей страдает, не может найти работу по профессии и место в жизни. Его спасает любовь Саши Львовой, которую она пронесла через войну и все трудности послевоенного времени. После смерти Сталина Астахова вызывают в Минобороны, где вручают награду — медаль «Золотая Звезда». Алексей возвращается в авиаотряд и испытывает самолёты.

## Проблематика фильма
Осуждение сталинизма
Григорий Чухрай воплотил в сюжете разочарование в политике Сталина, ставшее ударом для поколения режиссёра. Атмосфера подозрительности и равнодушия в фильме тесно связана с культом личности: в одной из сцен заседание партбюро происходит в относительно небольшом помещении, в котором визуально доминирует статуя Сталина. Летчик Астахов, как отмечает Н. Зоркая, в это несправедливое время, когда «гибель невинных оправдывается великой целью», становится «жертвой произвола».
Антимилитаризм
«Чистое небо» — антивоенный фильм. Григорий Чухрай затрагивает проблему противоестественности войны. Антимилитаристские воззрения режиссёра выражает, например, сцена встречи эшелона. Толпа женщин и детей вышла на перрон, чтобы встретить возвращающихся с войны мужчин, но перегруженный поезд проезжает без остановки. В сцене чередуются короткие монтажные кадры: ритм монтажа символизирует «неотвратимость судьбы».

## «Чистое небо» в контексте развития советского кинематографа
«Чистое небо» может быть рассмотрено как отклик на «Летят журавли» Михаила Калатозова. Режиссёр, по мнению исследователя Александра Прохорова, опирался на калатозовское изложение тропа войны, потому что поставил в центр фильма трудности и страдания девушки Саши в тылу. Кроме того, Григорий Чухрай в своем фильме по-новому представил и разнообразил мотивы фильма Александра Столпера  «Жди меня». Киновед Нея Зоркая также отмечала, что «Чистое небо» было своего рода продолжением «Судьбы человека» С. Бондарчука.
А. Прохоров также пишет, что, несмотря на антисталинский характер фильма, в нём присутствуют символы сталинской эпохи: образ неба и образ самолёта. Так, открывающий и закрывающий фильм кадр чистого неба – неотъемлемый компонент сталинского пейзажа, символизирующий отсутствие преград на пути к светлому будущему. Визуальные метафоры, относящиеся к сталинской поэтике, сочетаются в "Чистом небе" с новой оттепельной идеологией. Так, эти символы присутствуют в таких фильмах сталинской эпохи, как-то: «Летчики» Юлия Райзмана, «Валерий Чкалов» Михаила Калатозова.

## В ролях
- Нина Дробышева — Саша Львова
- Евгений Урбанский — лётчик Алексей Александрович Астахов, Герой Советского Союза, муж Саши
- Наталья Кузьмина — Люся Львова, старшая сестра Саши
- Виталий Коняев — Петя, друг Саши
- Георгий Куликов — Митя, физик
- Леонид Князев — Иван Ильич
- Георгий Георгиу — Николай Авдеевич Пушков, муж Люси
- Олег Табаков — Сергей Львов, младший брат Саши и Люси

Режиссёр отмечал, что Евгений Урбанский был не просто исполнителем главной роли, но и её соавтором, поскольку «отвергал текст, если чувствовал хотя бы малейшую фальшь». Режиссёр и актёр могли часами работать над изменениями в роли.
В 1970-е годы фильм почти не демонстрировался в кино и на телевидении. В картине явно прослеживалась тема послевоенных репрессий, что не соответствовало настроениям того времени. О картине и её роли в советском кинематографе опять вспомнили[кто?] после 1985 года с наступлением перестройки.
- Художник по костюму: Валентин Перелётов

## Отзывы
Сценарист Борис Добродеев писал, что картина Чухрая «очень пришлась по душе Н.С. Хрущёву», а сам режиссёр был для Никиты Сергеевича «знаковой фигурой, как бы идейным единомышленником в мире кино». Также министр культуры Екатерина Фурцева уже во время просмотра чернового варианта фильма отметила правдивость сюжета.

 Авторы «Чистого неба» хотят заставить зрителя думать, в этом их главнейшая задача, и именно поэтому они бросают в картине отдельные эпизоды, не давая частных решений по отдельным судьбам, отдельным персонажам и отдельным сюжетным положениям. — М. И. Ромм. «Беседы о кино»

## Награды
- 1961 — Московский международный кинофестиваль: главный приз «Золотая звезда»
- 1961 — лучший фильм года по версии журнала «Советский экран»